# Affaire Natascha Kampusch
L’affaire Natascha Kampusch est une affaire criminelle. Les faits sont l'enlèvement et la séquestration d'une petite fille autrichienne, Natascha Kampusch, alors âgée de 10 ans, par Wolfgang Přiklopil (14 mai 1962 - 23 août 2006) technicien en télécommunications. Elle est séquestrée plus de huit ans, du 2 mars 1998 au 23 août 2006, jour où elle s'est échappée.
Natascha Kampusch a par la suite écrit un livre, 3 096 jours, dans lequel elle raconte cette épreuve, livre qui a donné naissance à un film en 2013.

## Biographie et situation familiale de Natascha
Natascha Kampusch a été enlevée à l'âge de 10 ans. Elle a passé huit ans et demi de captivité dans la maison de Wolfgang Přiklopil, et notamment dans une cache sans lumière naturelle aménagée sommairement dans le sous-sol de l'habitation, comprenant un lit, un lavabo, des toilettes, un bureau et des rangements, où elle est restée la plupart du temps enfermée. Elle retrouve la liberté le 23 août 2006, 3 096 jours après son enlèvement.
Grâce à un moment d'inattention de son ravisseur, qui lui avait dit de passer l'aspirateur dans la voiture, elle s'échappe en profitant du fait qu'il se soit éloigné pour téléphoner. Přiklopil s'est suicidé en se jetant sous un train le soir de l'évasion. La jeune fille a déclaré : « Il faisait partie de ma vie, c'est pourquoi d'une certaine manière, je porte son deuil ».
Son quotidien était rythmé par son lever, son petit déjeuner avec son ravisseur, le ménage, la cuisine, la télévision et la lecture, et parfois des discussions avec Přiklopil. Lorsque son ravisseur quittait la maison, elle restait dans la cache. Au fil du temps, sous la surveillance constante de Wolfgang Přiklopil, elle gagna l'accès au reste du domicile. Elle n'allait que très rarement dans le jardin, seulement de nuit et toujours sous la surveillance de son ravisseur.
Selon la presse, la police suspecterait Wolfgang Přiklopil d'avoir abusé sexuellement de Natascha Kampusch durant ses huit années de captivité. Cependant, Natascha n'a pas évoqué ces détails elle-même, demandant que l'on ne lui pose aucune question sur d'éventuels rapports intimes avec Přiklopil. Dans son autobiographie, elle indique tout de même avoir dormi attachée aux côtés de Přiklopil. Elle a déclaré à la presse : « Je ne répondrai à aucune question portant sur des détails intimes ou personnels. Tout le monde veut sans arrêt poser des questions intimes qui ne regardent personne. […] Mon intimité n'appartient qu'à moi. »
Le 6 septembre 2006, Natascha Kampusch accorde une interview à visage découvert à la télévision autrichienne ORF pour raconter sa captivité. Elle évoque la personnalité paranoïaque, instable et menaçante de Wolfgang Přiklopil. Kampusch tient à démentir certaines informations parues depuis son évasion du 23 août. La presse a raconté que ses relations avec ses parents étaient tendues, mais la jeune fille a précisé que ses contacts avec ses parents étaient excellents. Elle déclare aussi : « On est injuste envers ma mère lorsqu’on lui reproche quoi que ce soit. Je l’aime et elle m’aime. »
Natascha Kampusch souhaite reprendre des études et se réinsérer tranquillement dans la société. Fin 2007, elle ouvre un site Internet et annonce le 5 décembre 2007 qu'elle va animer une émission de télévision mensuelle d'entretiens avec des invités sur la chaîne Puls 4.
Sa mère, Brigitta Sirny, 55 ans, a deux filles et cinq petits-enfants en 1998 quand Natascha Kampusch disparaît. Après cette disparition, il a été révélé que la mère et sa fille s'étaient disputées le matin même. Ludwig Koch, son père, avait aussi accusé son ancien associé d'être impliqué dans la disparition de sa fille, une accusation dont il s'est excusé depuis.

## Chronologie des événements

### Enlèvement
Natascha Kampusch a quitté la résidence de sa famille dans le quartier de Donaustadt à Vienne le 2 mars 1998 pour aller à l'école, mais elle n'y est jamais arrivée. Un témoin a rapporté l'avoir vue entrer dans un minibus blanc aux fenêtres arrière et latérales teintées, et deux autres témoins ont rapporté les lettres G ou GF (pour Gänserndorf) sur la plaque d'immatriculation. Un témoin, âgé de 12 ans, a déclaré avoir vu Natascha embarquée de force dans le minibus blanc,, avec une autre personne au volant.
Natascha Kampusch, cependant, ne rapporte pas la présence d'un deuxième complice, bien qu'elle signale dans son autobiographie que son ravisseur ait au début accusé « d'autres personnes » de lui avoir commandé l'enlèvement.
S’ensuit alors une recherche massive, sans aucun succès. 776 fourgonnettes ont été examinées, y compris celle du ravisseur, Přiklopil, qui habitait en Basse-Autriche, près de Strasshof an der Nordbahn, à environ une demi-heure de Vienne en voiture. Il a été entendu dans le cadre d'un vaste interrogatoire des propriétaires de minibus blancs. Bien qu'il ait déclaré qu'il était seul chez lui le matin du 2 mars 1998, aucune recherche supplémentaire n'a été entreprise. La police se satisfait de son explication quant à la raison de la possession du minibus,, le transport de matériaux de construction, puisque Přiklopil effectuait des travaux dans sa maison. De plus, il n'avait aucun casier judiciaire à ce moment-là.
Les enquêteurs avaient étudié des liens possibles avec les crimes du tueur en série français Michel Fourniret.

### Captivité

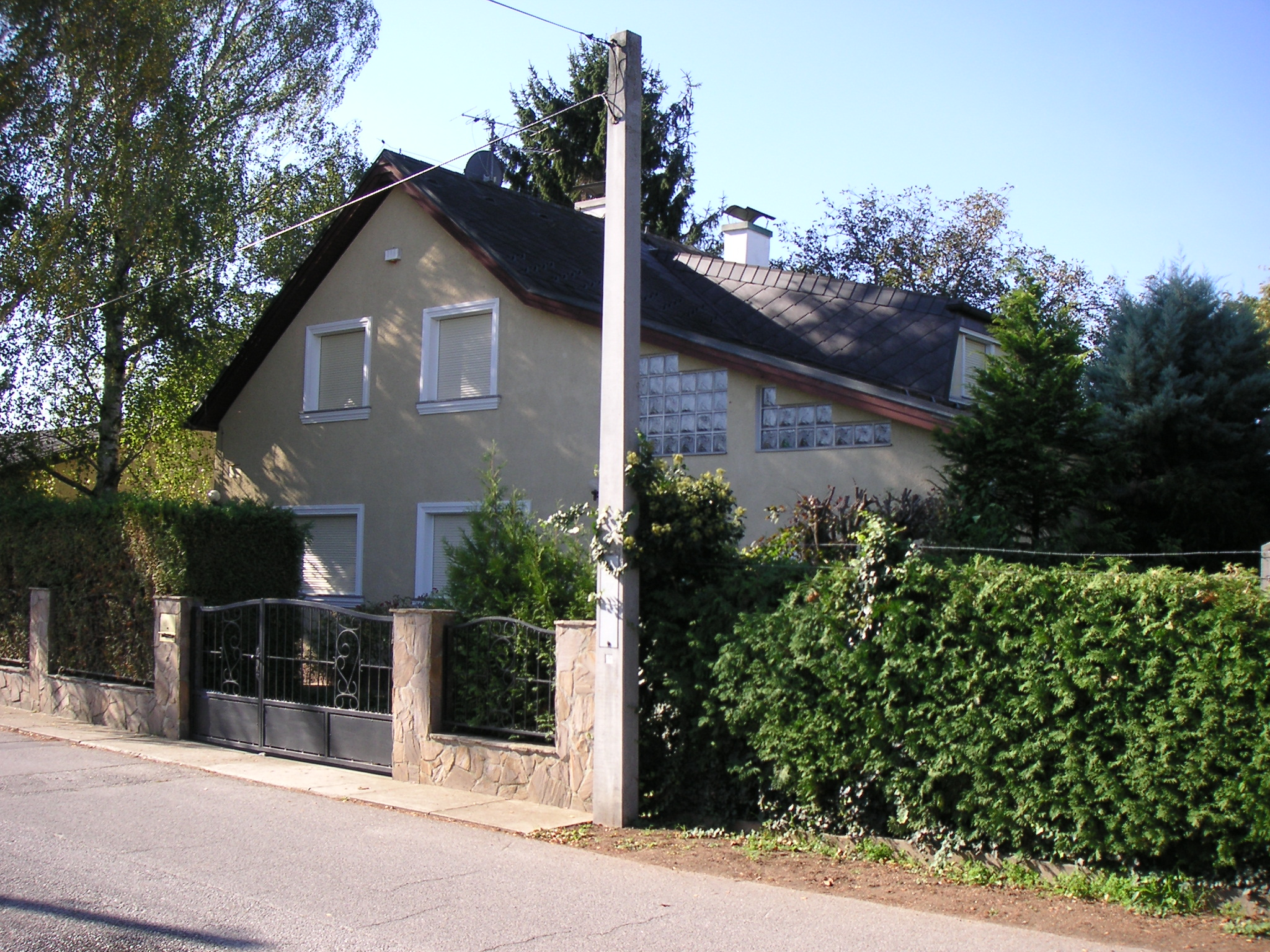
Maison dans laquelle Kampusch a été retenue prisonnière.

Natascha Kampusch a été retenue prisonnière par son ravisseur dans une cache sans lumière naturelle, aménagée sommairement dans le sous-sol de l'habitation, et qui avait été construite dans les années 1960 par le père de Přiklopil afin d'en faire un abri anti-atomique. Cette pièce était située à 2,5 mètres sous le sol et mesurait 2,78 mètres de long, 1,81 mètre de large et 2,37 mètres de haut — seulement 5 mètres carrés au total.
Il ne s’agissait pas d’une chambre à coucher ordinaire : la pièce était complètement fermée, avec deux portes, dont une en acier, doublée de béton, quasiment indestructible, et aucune fenêtre. La porte d’entrée était cachée sous le sol du garage de Přiklopil. Pendant les deux premières années de sa captivité, Přiklopil ne lui permit jamais de sortir de la cache, même la nuit. Elle a passé par la suite une plus grande partie de son temps dans d’autres pièces de la maison, même si elle était obligée de passer dans la cache la plupart des nuits durant sa captivité.
Après l'évasion de la jeune fille, la police autrichienne a découvert à l’intérieur de la cache une échelle reliant un lit au sol, ainsi que plusieurs meubles dont des commodes, une étagère, un bureau avec chaise et une télévision, comme décrit dans l'autobiographie de Natascha Kampusch. Ces équipements ont été construits progressivement par Přiklopil à la demande de Kampusch.
Les premiers mois, sa cellule était quasiment non meublée et elle dormait sur un matelas de plage. Son ravisseur avait installé un ventilateur pour que l’air s’y renouvelle constamment. L'appareil, qui produisait un bruit permanent, n'évitait pas l'air humide d'une cave.
Il y avait aussi beaucoup de feuilles de papier, des vêtements, des livres, des jeux et des bouteilles d’eau dans la pièce.
À partir de juin 2005, Přiklopil permettait à Kampusch de se promener dans le jardin de temps en temps.
À partir du 17 février 2006, après lui avoir cependant rappelé sa menace de la tuer à la moindre incartade, son ravisseur l'a parfois emmenée hors de chez lui à de rares occasions. Ainsi, vers la fin de sa captivité, il l’a notamment emmenée à Vienne, l'obligeant à l'aider pour la rénovation d'un appartement.
Dans sa volonté de constituer une sorte de ménage « normal », il l'a également forcée à faire du ski (Natascha raconte qu'elle a été battue pour avoir refusé d'accompagner son ravisseur), mais elle n’a pas pu s’évader. Pour des raisons inconnues, lors des premiers entretiens avec les policiers après son évasion, elle a démenti avoir participé à cette excursion.
D’après son autobiographie, Natascha Kampusch préparait souvent le petit déjeuner de son ravisseur, sans avoir le droit d'y prendre part. Pour sa part, lorsqu'elle n'était pas « punie », elle disposait d'une tartine ou de deux cuillérées de céréales.
La plupart du temps, à sa demande, Přiklopil lui a donné des livres — elle s'est donc forgé une éducation rudimentaire. À partir du moment où elle a pu obtenir une radio, elle y suivait assidûment les émissions culturelles ou de formation. C'est ainsi qu'elle a pu apprendre des notions d'anglais. Elle avait également obtenu de Přiklopil qu'il lui fasse faire des devoirs. Dans son autobiographie, elle explique qu'il s'agissait à la fois d'une préparation à son évasion, dont elle n'a jamais entièrement douté, et d'une stratégie pour placer son ravisseur dans une situation psychique de prise en charge.
À l'occasion d'une interview, Natascha Kampusch a expliqué qu’elle n’avait pas l’impression d’avoir gâché sa vie dans cette captivité et a déclaré : « Je me suis abstenue de plein de trucs. Je n’ai pas commencé à fumer ni à boire et je n’ai pas côtoyé les mauvaises personnes. » Mais elle a également ajouté : « L’idée me venait constamment que je n'étais pas née pour être enfermée toute ma vie… vous avez vu à la télévision la taille de la cache. C’était un endroit de désespoir. »
Elle a également accusé son ravisseur de violences physiques. Ce dernier souhaitait qu'elle l'appelât « Maître » et s'agenouille devant lui, deux postures qu'elle a constamment refusé d'adopter. En conséquence, Přiklopil la battait sévèrement et la privait de nourriture. D'une façon générale, son ravisseur la maintenait dans un état de sous-alimentation permanent, à certains moments elle pesait 38 kg pour une taille de 1,57 m.
En 2010, dans le média Today (NBC), elle a finalement expliqué avoir été violée par Přiklopil durant ses huit années de captivité. Il lui aurait également rasé la tête et aurait brûlé ses cheveux ensuite, de peur que « la police trouve des traces ADN,. »

### Évasion
Natascha Kampusch est réapparue mercredi 23 août 2006. Après divers échecs, elle trouve un jour la force mentale et physique de s’évader.
Elle était en train de nettoyer la BMW 850i de son ravisseur dans le jardin de son domicile, lorsqu'à 12 h 53 Přiklopil reçut un appel sur son téléphone portable. Il s'éloigna du véhicule quelques instants à cause du bruit de l’aspirateur que Kampusch était en train de passer. Il semble que son ravisseur ne se soit rendu compte de l'évasion de Kampusch qu’après la fin de l’appel téléphonique. Environ cinq minutes après, elle a frappé à la fenêtre d’une voisine de 71 ans en disant : « Je suis Natascha Kampusch ». La voisine refuse de lui ouvrir mais appelle la police, dont des agents sont arrivés sur place à 13 h 4. Kampusch a par la suite été emmenée au commissariat de police de la ville de Deutsch-Wagram.
Natascha Kampusch a été formellement identifiée grâce à une cicatrice sur son corps, à son passeport, retrouvé dans la cache du domicile de Přiklopil, ainsi qu'à des tests d'ADN. La jeune femme était apparemment en bon état physique, à l’exception d’un teint pâle et d'un poids de seulement 38 kg.
La première policière s’adressant à la jeune victime après son évasion s’est dite étonnée par l'intelligence et le vocabulaire de la jeune femme. Après deux ans de captivité, son ravisseur lui avait acheté des livres, des journaux et une radio à des fins éducatives. Přiklopil, se sachant recherché par la police, s’est suicidé en se jetant sous un train de banlieue près de la gare de Vienne-Praterstern à Vienne. Il avait apparemment prévenu Natascha Kampusch de son suicide en lui disant : « On ne m'attrapera jamais vivant. » Dans son autobiographie, Kampusch écrit avoir déclaré à son ravisseur, quelques mois avant son évasion, que l'un d'entre eux ne sortirait pas vivant de cette situation.
Natascha Kampusch dit dans sa déclaration officielle devant la presse : « Je n’ai pas envie de répondre à des questions sur des détails personnels ou intimes. »
La presse autrichienne a spéculé sur la possibilité que Natascha Kampusch souffre du syndrome de Stockholm à la suite de sa captivité. Elle a indiqué qu’elle était attristée par la mort de son ravisseur, en dépit du fait que celui-ci l’avait retenue prisonnière pendant huit ans. Selon la police, elle aurait même allumé à la morgue une bougie dédiée à sa mémoire. Elle nie cependant avoir souffert de ce syndrome (un comportement qui en fait partie) et a décrit son ravisseur comme « criminel ». Elle dit avoir dû accepter certains compromis tout en protégeant son « moi intérieur ». Elle explique la nécessité devant laquelle elle s'est trouvée de pardonner certains des actes de son ravisseur.

## Conséquences

### Entretiens
Après avoir reçu des centaines de demandes d’entretien pour de fortes sommes d’argent, l’adolescente a accordé une interview à l’ORF autrichien. L’ORF n’a pas payé cet entretien, mais s’est décidé néanmoins à verser à Kampusch le profit réalisé sur la vente de l’interview à d’autres chaînes de télévision. L’interview a été vendue à plus de 120 pays, pour un montant de 290 euros par minute. Cette somme, estimée à quelques centaines de milliers d’euros au total, sera versée par Natascha Kampusch pour aider des femmes africaines et mexicaines.
Le 6 septembre 2006, le journal quotidien Kronen Zeitung et le magazine NEWS ont également publié un entretien avec la jeune femme. Ces entretiens ont permis à Kampush de financer son logement et ses études, ainsi que l'accès à un emploi stable. Lors de sa première entrevue, le journaliste Christoph Feurstein a demandé à Kampusch si elle se sentait « seule » pendant sa captivité. Elle a répondu : « quelle question ridicule » et a quitté la salle, revenant après une brève pause. Elle a profité de ces entretiens pour faire savoir publiquement certains détails plus précis de sa détention, en particulier les privations de nourriture que son ravisseur lui avait imposées parfois presque jusqu’à la mort, ainsi que les agressions brutales qu'elle avait subies. Kampusch a également parlé de son insomnie, de son angoisse, de ses blessures physiques et d’autres problèmes de santé.
Le 16 juin 2008, le journal The Times publie une grande interview de Natasha Kampusch par Bojan Pancevski et Stefanie Marsh.

### 3 096 jours
Le 7 septembre 2010 sort son autobiographie, intitulée 3 096 jours, écrite avec l'aide de deux journalistes. Le film 3096 réalisé par Sherry Hormann sort le 25 février 2013 et est librement inspiré du livre. Les actrices Amelia Pidgeon et Antonia Campbell-Hughes y interprètent le rôle de Natasha Kampusch, et l'acteur danois Thure Lindhardt le rôle de Wolfgang Přiklopil. À propos du film, Natasha Kampusch a déclaré : « Je me suis reconnue (dans ce film) mais la réalité était bien pire. Vous ne pouvez pas la montrer dans un film, ce n'est pas censé être un film d'horreur. »

### Précisions
Plusieurs semaines après sa libération, Natascha Kampusch a reconnu avoir effectué, lors de sa détention, plusieurs sorties en ville, en voiture, en compagnie de son ravisseur. Pendant l'hiver 2005-2006, elle a également « effectué deux séjours dans les stations de sport d'hiver d'Hochkar et de Semmering ». Selon son autobiographie, à aucun moment elle n'a pu profiter de ces déplacements pour s'évader. Elle insiste sur le fait que d'une part elle était constamment sous une menace de mort proférée par son ravisseur, qu'elle était dans une détresse physique et morale sévère, mais aussi que son enfermement lui avait fait perdre la capacité de nouer des relations avec autrui. D'une certaine façon, son évasion n'a été rendue possible que par le fait que Přiklopil, qui devait répondre à un coup de téléphone, soit sorti du garage où elle passait l'aspirateur. De ce fait, elle n'était plus sous sa surveillance étroite.
Le 16 mai 2008, Natascha Kampusch est devenue propriétaire de la maison dans laquelle elle a été séquestrée pendant plus de huit ans. Elle explique ce geste par le refus que la maison soit achetée par une personne mal intentionnée, et également par l'idée que cette attribution constitue un dédommagement pour la souffrance qu'elle a subie.